# Rudi Armanto
Rudi Armanto – indonezyjski zapaśnik w stylu wolnym.
Srebrny medalista igrzysk Azji Południowo-Wschodniej z 2011 roku.